# Tachymarptis
Tachymarptis es un género de aves apodiformes perteneciente a la familia Apodidae. Sus dos miembros son vencejos de gran tamaño y con alas relativamente anchas, cabeza grande, colas ahorquilladas de longitud media y con las partes inferiores blancas. Anteriormente se clasificaban en el género Apus, pero se diferencian de éstos vencejos típicos por su mayor tamaño, la anatomía de las garras de sus polluelos y porque son parasitados por especies diferentes de piojos de las plumas. Finalmente un estudio de marcadores del ADN mitocondrial y nuclear de 2011 apoyó la separación de Tachymarptis y Apus ya propuesta en 1922.
El nombre Tachymarptis procede de los términos griegos takhus «rápido» y marptis «raptor».

## Especies
El género contiene las siguientes dos especies:
- Tachymarptis melba - vencejo real, de Eurasia y África;
- Tachymarptis aequatorialis - vencejo ecuatorial, de África.